# Theope antanitis
Espèce
Theope antanitis est une espèce d'insectes lépidoptères appartenant à la famille  des Riodinidae et au genre Theope.

## Taxonomie
Theope antanitis a été décrit par William Chapman Hewitson en 1874 sous le nom de Lemonias antanitis.

## Description
Theope antanitis est un papillon blanc aux ailes antérieures à l'apex pointu. Les ailes antérieures ont une large bordure noire du bord externe et des 2/3 internes du bord costal qui ne se rejoignent pas. Les ailes postérieures sont blanches.
Le revers est blanc avec visibles en transparences les bordures noires des ailes antérieures.

## Écologie et distribution
Theope antanitis est présent en Bolivie.

### Protection
Pas de statut de protection particulier.